# Turciînți, Horodok
Turciînți (în ucraineană Турчинці) este un sat în comuna Radkovîțea din raionul Horodok, regiunea Hmelnîțkîi, Ucraina.

## Demografie
Componența lingvistică a localității Turciînți
     Ucraineană (98,81%)
     Rusă (1,19%)
Conform recensământului din 2001, majoritatea populației localității Turciînți era vorbitoare de ucraineană (98,81%), existând în minoritate și vorbitori de rusă (1,19%).